# غريغوري لومارشال
غريغوري لومارشال (Grégory Lemarchal) مطرب فرنسي شهير مولود في مدينة لا ترونش بمقاطعة ازار في 13 مايو 1983 و توفي عن عمر يناهز الأربع و عشرين سنة في 30 أبريل 2007 و ذلك جراء اصابته بمضاعفات مرض التليف الكيسي الذي أصيب به في سن مبكرة.

## أعماله

### الأغاني المنفردة
- أكتب القصة (أغنية) Écris l'histoire

## روابط خارجية
- غريغوري لومارشال على موقع IMDb (الإنجليزية)
- غريغوري لومارشال على موقع ميوزك برينز (الإنجليزية)
- غريغوري لومارشال على موقع أول ميوزيك (الإنجليزية)
- غريغوري لومارشال على موقع ديسكوغز (الإنجليزية)
- غريغوري لومارشال على موقع قاعدة بيانات الفيلم (الإنجليزية)